# Gorah Salathian
Gorah Salathian è una città dell'India di 4.121 abitanti, situata nel distretto di Jammu, nel territorio del Jammu e Kashmir. In base al numero di abitanti la città rientra nella classe VI (meno di 5.000 persone).

## Geografia fisica
La città è situata a 32° 38' 03 N e 75° 01' 29 E.

## Società

### Evoluzione demografica
Al censimento del 2001 la popolazione di Gorah Salathian assommava a 4.121 persone, delle quali 2.119 maschi e 2.002 femmine. I bambini di età inferiore o uguale ai sei anni assommavano a 426, dei quali 255 maschi e 171 femmine. Infine, coloro che erano in grado di saper almeno leggere e scrivere erano 3.376, dei quali 1.830 maschi e 1.546 femmine.